# Termas de Río Hondo
Termas de Río Hondo est une ville et une station thermale de la province de Santiago del Estero, en Argentine, et le chef-lieu du département de Río Hondo. Elle est située sur le río Dulce à 66 km au nord-ouest de Santiago del Estero, la capitale provinciale.

## Population
La ville comptait 27 838 habitants en 2001, ce qui représentait une hausse de 18,7 % par rapport au recensement de 1991. Cela situe Termas de Río Hondo au second rang des villes de la province, après l'agglomération de Santiago del Estero - La Banda.

## Tourisme
Termas de Río Hondo est de la plus importante ville thermale d'Argentine, avec une capacité d'accueil de 14 500 lits pour 170 établissements de thermalisme. Les eaux sont réputées pour soigner l'hypertension artérielle et les rhumatismes.
La ville est dotée depuis 2007 d'un circuit automobile, l'Autódromo Termas de Río Hondo utilisé depuis 2014 lors du Grand Prix moto d'Argentine.
L'aéroport International de Termas de Río Hondo (Code IATA = RHD - Code ICAO = SANR) est situé juste à l'ouest du circuit.